# Hyper-IgD-Syndrom
Das Hyper-IgD-Syndrom (HIDS) ist eine erblich bedingte Erkrankung, die mit wiederkehrenden Fieberschüben einhergeht und zu den periodischen Fiebersyndromen zählt. Während der Fieberepisoden bestehen auch meist Bauchschmerzen, Durchfall und Erbrechen. Es gibt keine ursächliche Behandlung. Die Prognose ist aber hinsichtlich der Lebenserwartung durchaus gut.

## Ursache
Das Hyper-IgD-Syndrom wird durch eine Veränderung der Erbinformation (Mutation) verursacht, die auf dem langen Arm des Chromosoms 12 lokalisiert ist. Der Erbgang ist autosomal-rezessiv. Bei mehr als 80 % der Fälle liegt eine missense-Mutation im Bereich des Gens vor, das für das Enzym Mevalonatkinase, MVK (12q24, GeneID 4598) codiert. Die Veränderung führt zu einer leicht verminderten Stabilität und katalytischen Aktivität des Enzyms. Wie die verminderte Mevalonatkinase-Aktivität mit den wiederkehrenden Fieberschüben verknüpft ist, ist bisher unklar.

## Symptome
Das Hyper-IgD-Syndrom beginnt üblicherweise schon im ersten Lebensjahr. Es ist durch wiederkehrende Fieberschübe gekennzeichnet, bei denen sich ein abrupter Fieberanstieg durch Schüttelfrost ankündigt. Die Attacken können durch Impfungen, kleine  Verletzungen, Operationen oder Stress provoziert werden. Die meisten Episoden werden von Schwellungen der Halslymphknoten, Bauchschmerzen sowie Erbrechen, Durchfall oder beidem begleitet. Häufig treten auch Kopfschmerzen, Gelenkschmerzen oder Entzündungen der großen Gelenke und Hautausschläge auf. Die Schübe treten gewöhnlich ungefähr alle vier bis sechs Wochen auf und dauern drei bis sieben Tage an. Allerdings kann sich die Häufigkeit von Patient zu Patient stark unterscheiden. Am größten ist sie in der Kindheit und Jugend und nimmt im Erwachsenenalter ab.

## Diagnose und Differenzialdiagnose
Wenn charakteristische klinische Symptome bestehen, kann eine Bestimmung des Immunglobulin-D-Gehaltes im Blut die Diagnose erhärten. Ist dieser über 100 IU/ml erhöht, wird sie durch eine Bestimmung der Aktivität der Mevalonat-Kinase in weißen Blutkörperchen (Leukozyten) bestätigt. Diese ist bei Patienten mit Hyper-IgD-Syndrom auf etwa 5–15 % vermindert. Auch ein molekulargenetischer Nachweis der Mutation ist möglich. Abgegrenzt werden muss das Hyper-Ig-D-Syndrom gegen andere ebenfalls seltene periodische Fiebersyndrome wie das familiäre Mittelmeerfieber (FMF), die zyklische Neutropenie, das Tumornekrosefaktor-Rezeptor-1-assoziierte periodische Syndrom (TRAPS),  das Chronisch-infantile-neurologisch-cutan-artikuläre Syndrom (CINCA-Syndrom), das Muckle-Wells-Syndrom oder das PFAPA-Syndrom (periodisches Fieber, Aphthen, Pharyngitis, Adenitis-Syndrom).

## Therapie
Eine ursächliche Behandlung ist nicht möglich. Auch die symptomatische Behandlung der einzelnen Fieberepisoden ist schwierig. Übliche entzündungshemmende und fiebersenkende Medikamente (Nichtsteroidale Antiphlogistika) haben sich als ebenso wirkungslos erwiesen wie Steroide, Colchicin und Thalidomid. Wohl hilfreich ist hingegen Simvastatin. Jüngst wurde über die positiven Effekte des Interleukin-1-Rezeptorantagonisten Anakinra berichtet. Auch der Tumornekrosefaktor-α-Antagonist Etanercept kann in Einzelfällen die Anzahl der Fiebertage senken.

## Prognose
Obwohl das Hyper-IgD-Syndrom nur schwierig zu behandeln ist, hat es insgesamt eine gute Prognose. Die Lebenserwartung ist nicht eingeschränkt. Auch bei Beteiligung der Gelenke während der Schübe kommt es nur in Ausnahmefällen zu bleibenden Gelenkzerstörungen. Die Entwicklung einer Amyloidose, wie sie beim familiären Mittelmeerfieber gefürchtet ist, wird beim Hyper-IgD-Syndrom, wenn überhaupt dann nur in Einzelfällen beobachtet. Eine Untergruppe von Patienten kann allerdings im Erwachsenenalter auch neurologische Auffälligkeiten wie Einschränkung der geistigen Fähigkeiten, Gleichgewichts- und Koordinationsstörungen (Ataxie) oder auch eine Epilepsie entwickeln. Dies zeigt den engen Zusammenhang der Erkrankung mit der Mevalonazidurie, einer ebenfalls erblich bedingten Stoffwechselerkrankung, bei der auch ein Gendefekt im Bereich der Mevalonatkinase mit Einschränkung der Aktivität unter 5 % vorliegt.

## Geschichte
Periodische Erkrankungen wurden schon im 19. Jahrhundert verschiedentlich beschrieben. Erst 1948 wurde der Begriff aber von Hobart A. Reimann als solcher geprägt. Nachdem über die Jahre neben dem familiären Mittelmeerfieber weitere Krankheitseinheiten unterschieden wurden, beschrieb eine holländische Arbeitsgruppe um Jos van der Meer anhand von drei Patienten, von denen zwei Geschwister waren, 1984 erstmals ein Syndrom mit wiederkehrenden, beeinträchtigenden Fieberschüben, allgemeinen Entzündungsreaktionen des Körpers und erhöhten Immunglobulin-D und -A-Konzentrationen im Blut. Seither sind bis 2001 etwa 160 Patienten, die Mehrzahl davon in den Niederlanden und Frankreich, entdeckt worden.